# Grande Prêmio do Barém de 2004
O Grande Prêmio do Barém de 2004 (I Gulf Air Bahrain Grand Prix) foi um evento de Fórmula 1 realizado em Sakhir em 4 de abril de 2004. Terceira etapa da temporada de 2004, foi vencido pelo alemão Michael Schumacher, que subiu ao pódio junto a Rubens Barrichello numa dobradinha da Ferrari e com Jenson Button em terceiro pela BAR-Honda.

## Resumo
O Grande Prêmio do Barém de 2004 foi a primeira corrida de Fórmula 1 realizada no Oriente Médio.

## Classificação

### Treinos oficiais
| Pos.   | Nº | Piloto               | Equipe           | Tempo     | Dif.      |
| ------ | -- | -------------------- | ---------------- | --------- | --------- |
| 1      | 1  | Michael Schumacher   | Ferrari          | 1:30.139  | —         |
| 2      | 2  | Rubens Barrichello   | Ferrari          | 1:30.530  | + 0.391   |
| 3      | 3  | Juan Pablo Montoya   | Williams-BMW     | 1:30.581  | + 0.442   |
| 4      | 4  | Ralf Schumacher      | Williams-BMW     | 1:30.633  | + 0.494   |
| 5      | 10 | Takuma Sato          | BAR-Honda        | 1:30.827  | + 0.688   |
| 6      | 9  | Jenson Button        | BAR-Honda        | 1:30.856  | + 0.717   |
| 7      | 7  | Jarno Trulli         | Renault          | 1:30.971  | + 0.832   |
| 8      | 17 | Olivier Panis        | Toyota           | 1:31.686  | + 1.547   |
| 9      | 16 | Cristiano da Matta   | Toyota           | 1:31.717  | + 1.578   |
| 10     | 5  | David Coulthard      | McLaren-Mercedes | 1:31.719  | + 1.580   |
| 11     | 11 | Giancarlo Fisichella | Sauber-Petronas  | 1:31.731  | + 1.592   |
| 12     | 15 | Christian Klien      | Jaguar-Cosworth  | 1:32.332  | + 2.193   |
| 13     | 12 | Felipe Massa         | Sauber-Petronas  | 1:32.536  | + 2.397   |
| 14     | 14 | Mark Webber          | Jaguar-Cosworth  | 1:32.625  | + 2.486   |
| 15     | 18 | Nick Heidfeld        | Jordan-Ford      | 1:33.506  | + 3.367   |
| 16     | 19 | Giorgio Pantano      | Jordan-Ford      | 1:34.105  | + 3.966   |
| 17     | 8  | Fernando Alonso      | Renault          | 1:34.130  | + 3.991   |
| 18     | 20 | Gianmaria Bruni      | Minardi-Cosworth | 1:34.584  | + 4.445   |
| 19     | 21 | Zsolt Baumgartner    | Minardi-Cosworth | 1:35.787  | + 5.648   |
| 20     | 6  | Kimi Räikkönen       | McLaren-Mercedes | sem tempo | sem tempo |
| Fonte: |    |                      |                  |           |           |

† Kimi Räikkönen, Nick Heidfeld e Zsolt Baumgartner foram punidos com a perda de dez posições por trocarem o motor.

### Corrida
| Pos.   | Nº | Piloto               | Construtor       | Voltas | Tempo/Diferença | Grid | Pontos |
| ------ | -- | -------------------- | ---------------- | ------ | --------------- | ---- | ------ |
| 1      | 1  | Michael Schumacher   | Ferrari          | 57     | 1:28:34.875     | 1    | 10     |
| 2      | 2  | Rubens Barrichello   | Ferrari          | 57     | + 1.367         | 2    | 8      |
| 3      | 9  | Jenson Button        | BAR-Honda        | 57     | + 26.687        | 6    | 6      |
| 4      | 7  | Jarno Trulli         | Renault          | 57     | + 32.214        | 7    | 5      |
| 5      | 10 | Takuma Sato          | BAR-Honda        | 57     | + 52.460        | 5    | 4      |
| 6      | 8  | Fernando Alonso      | Renault          | 57     | + 53.156        | 16   | 3      |
| 7      | 4  | Ralf Schumacher      | Williams-BMW     | 57     | + 58.155        | 4    | 2      |
| 8      | 14 | Mark Webber          | Jaguar-Cosworth  | 56     | + 1 volta       | 14   | 1      |
| 9      | 17 | Olivier Panis        | Toyota           | 56     | + 1 volta       | 8    |        |
| 10     | 16 | Cristiano da Matta   | Toyota           | 56     | + 1 volta       | 9    |        |
| 11     | 11 | Giancarlo Fisichella | Sauber-Petronas  | 56     | + 1 volta       | 11   |        |
| 12     | 12 | Felipe Massa         | Sauber-Petronas  | 56     | + 1 volta       | 13   |        |
| 13     | 3  | Juan Pablo Montoya   | Williams-BMW     | 56     | Câmbio          | 3    |        |
| 14     | 15 | Christian Klien      | Jaguar-Cosworth  | 56     | + 1 volta       | 12   |        |
| 15     | 18 | Nick Heidfeld        | Jordan-Ford      | 56     | + 1 volta       | 18   |        |
| 16     | 19 | Giorgio Pantano      | Jordan-Ford      | 55     | + 2 voltas      | 15   |        |
| 17     | 20 | Gianmaria Bruni      | Minardi-Cosworth | 52     | + 5 voltas      | 17   |        |
| Ret    | 5  | David Coulthard      | McLaren-Mercedes | 50     | Pneumáticos     | 10   |        |
| Ret    | 21 | Zsolt Baumgartner    | Minardi-Cosworth | 44     | Motor           | 20   |        |
| Ret    | 6  | Kimi Räikkönen       | McLaren-Mercedes | 7      | Motor           | 19   |        |
| Fonte: |    |                      |                  |        |                 |      |        |

## Tabela do campeonato após a corrida
| Pos.   | Piloto             | Pontos |
| ------ | ------------------ | ------ |
| 1      | Michael Schumacher | 30     |
| 2      | Rubens Barrichello | 21     |
| 3      | Jenson Button      | 15     |
| 4      | Juan Pablo Montoya | 12     |
| 5      | Jarno Trulli       | 11     |
| Fonte: |                    |        |

| Pos.   | Construtor       | Pontos |
| ------ | ---------------- | ------ |
| 1      | Ferrari          | 51     |
| 2      | Renault          | 22     |
| 3      | Williams-BMW     | 19     |
| 4      | BAR-Honda        | 19     |
| 5      | McLaren-Mercedes | 4      |
| Fonte: |                  |        |

- Nota: Somente as primeiras cinco posições estão listadas.